# Gira Animal
Gira Animal fue una gira de conciertos de la banda de rock argentina Soda Stereo. La gira visitó las Américas y Europa entre agosto de 1990 y mayo de 1992, dando 81 conciertos en total para promocionar su álbum Canción animal.

## Antecedentes
Después del éxito que significó el álbum Doble vida a nivel Latinoamérica y su respectiva gira por todo el continente, el grupo se dedicó a componer lo que sería considerado por los fanes la obra más importante de la carrera del grupo y que a nivel regional sería reconocido como uno de los mejores álbumes en la historia del Rock en Español. En agosto de 1990 editan Canción Animal, sexto álbum oficial del grupo grabado en los estudios Criteria de Miami, Estados Unidos, dónde habían grabado artistas de la talla de Bee Gees, Miami Sound Machine, entre otros. 
Este tour se convirtió en la gira más importante del grupo hasta ese entonces y una de las más organizadas, extensas y exitosas para un grupo de rock latinoamericano en ese entonces en que era difícil salir del país de origen para viajar al resto del continente y tocar agotando las entradas. Con esta Gira, Soda Stereo se volvió el primer grupo de rock en español en maquinar un show con miras a presentarlo en cada país, dándose el lujo que en aquella época significaba contar con su propio equipo de audio e iluminación, así como un personal organizado que llevaría con ellos a lo largo de la gira. Podría decirse que esta gira fue el parte aguas para que el rock en español presente giras cada vez más ambiciosas, cuidando la estética y la presentación en sí.

## Desarrollo
La Gira Animal fue una gira maratónica y nunca repetida por ningún artista. En Argentina abarcó treinta ciudades, incluyendo lugares donde nunca se había presentado una banda de la envergadura de Soda Stereo. Internacionalmente: Santiago de Chile, Asunción del Paraguay, Punta del Este, Barquisimeto, Caracas, Valencia, Mérida, San Cristóbal, México, D. F., Monterrey, Guadalajara, Mexicali, [Tijuana y Ensenada]. En el marco de esta gira se produjo un recordado mano a mano con la también mítica banda mexicana Caifanes el 23 de marzo de 1991 en el Palacio de los Deportes del D.F. (México).
El 14 de diciembre de 1991 se produjo el histórico recital de la Avenida 9 de Julio, en Buenos Aires. Soda Stereo "sorprendió y se vio sorprendido" reuniendo a doscientas cincuenta mil personas (hay quienes dicen cuatrocientas mil) para escuchar a la banda en Buenos Aires, concierto que además fue televisado en directo. Se trata de la mayor reunión de personas de la historia argentina para escuchar música, relegando al segundo lugar a Luciano Pavarotti que reunió a 90 mil personas ese año en ese mismo lugar, convirtiéndose en uno de los pocos grupos de rock del mundo y el único de habla hispana en lograr un hecho de tal magnitud.

La gente bailó enloquecida cada tema y los músicos fueron captados por una sensación de haber llegado a lo máximo, de que ya no quedaba nada por conquistar. «Aquello de la 9 de Julio fue una energía muy fuerte», suele recordar Bosio, «y gracias a Dios nos pasó en nuestra ciudad. Creo que fue una suma de factores lo que nos llevó a sentir que ya no quedaba nada por conquistar...»

Tras ese furor sobrevino un período de dispersión. Cerati explicaba por entonces:

Es muy difícil encontrar objetivos claros después de semejante recepción. Estar parado ante tanta gente que corea tu nombre es una experiencia muy fuerte. Ahora hay que empezar de nuevo desde abajo.

## Lista de canciones
La siguiente lista de canciones corresponde al concierto realizado el 14 de diciembre de 1991 en la Avenida 9 de Julio en Buenos Aires. No representa todos los conciertos de la gira.
1. «Hombre al agua»
2. «Sin sobresaltos»
3. «Un millón de años luz»
4. «Canción animal»
5. «(En) El séptimo día»
6. «Trátame suavemente»
7. «En el borde»
8. «Final Caja Negra»
9. «Corazón delator»
10. «No existes»
11. «Lo que sangra (La cúpula)»
12. «En la ciudad de la furia»
13. «Té para tres»
14. «En camino»
15. «Cae el sol»
16. «I Want You (She's So Heavy)» (cover de The Beatles)
17. «Cuando pase el temblor»
18. «De música ligera»
19. «Persiana americana»
20. «Prófugos»

Bis:
1. «No necesito verte (Para saberlo)»
2. «Sobredosis de TV»

## Fechas de la gira
| Fecha                        | Ciudad                       | País                         | Lugar                                             |
| América Central y Sudamérica | América Central y Sudamérica | América Central y Sudamérica | América Central y Sudamérica                      |
| ---------------------------- | ---------------------------- | ---------------------------- | ------------------------------------------------- |
| 7 de agosto de 1990          | San Juan                     | Puerto Rico                  | Plaza Dárzenas                                    |
| 26 de octubre de 1990        | Santa Fe                     | Argentina                    | Estadio Universidad Tecnológica                   |
| 28 de octubre de 1990        | Junín                        | La Cúpula                    |                                                   |
| 2 de noviembre de 1990       | Asunción                     | Paraguay                     | Estadio Luis Condou                               |
| 3 de noviembre de 1990       | Clorinda                     | Argentina                    | Plaza Central                                     |
| 7 de noviembre de 1990       | Puerto Iguazú                | Argentina                    | La Reserva                                        |
| 9 de noviembre de 1990       | Formosa                      | Argentina                    | Club Petri                                        |
| 10 de noviembre de 1990      | Corrientes                   | Argentina                    | Estadio Club Huracán Corrientes                   |
| 11 de noviembre de 1990      | Posadas                      | Argentina                    | Estadio Guaraní Antonio Franco                    |
| 16 de noviembre de 1990      | La Plata                     | Argentina                    | Club Atenas                                       |
| 17 de noviembre de 1990      | Chascomús                    | Argentina                    | Club Atlético Chascomús, Cancha de Rugby          |
| 18 de noviembre de 1990      | Mar de Plata                 | Argentina                    | Superdomo                                         |
| 19 de noviembre de 1990      | Tres Arroyos                 | Argentina                    | Estadio Huracán Tres Arroyos                      |
| 20 de noviembre de 1990      | Bahía Blanca                 | Argentina                    | Estadio Estudiantes                               |
| 23 de noviembre de 1990      | Comodoro Rivadavia           | Argentina                    | Estadio Municipal                                 |
| 24 de noviembre de 1990      | Trelew                       | Argentina                    | Racing Club de Trelew                             |
| 29 de noviembre de 1990      | Neuquén                      | Argentina                    | Club A. Independiente                             |
| 1 de diciembre de 1990       | Santa Rosa                   | Argentina                    | Club All Boys                                     |
| 2 de diciembre de 1990       | Trenque Lauquen              | Argentina                    | Estadio Barrio Alegre                             |
| 5 de diciembre de 1990       | Mendoza                      | Argentina                    | Estadio Pacífico                                  |
| 8 de diciembre de 1990       | Córdoba                      | Argentina                    | Estadio Chateau Carreras                          |
| 9 de diciembre de 1990       | Río Cuarto                   | Argentina                    | Club Central Argentino                            |
| 11 de diciembre de 1990      | Santiago del Estero          | Argentina                    | Estadio Olímpico                                  |
| 12 de diciembre de 1990      | Tucumán                      | Argentina                    | Estadio Villa Luján                               |
| 14 de diciembre de 1990      | Salta                        | Argentina                    | Estadio Polideportivo                             |
| 15 de diciembre de 1990      | Rosario                      | Argentina                    | Estadio Gigante de Arroyito                       |
| 22 de diciembre de 1990      | Buenos Aires                 | Argentina                    | Estadio Vélez Sarsfield                           |
| 28 de diciembre de 1990      | Olavarría                    | Argentina                    | Estadio Parque Olavarría                          |
| 29 de diciembre de 1990      | Pergamino (Buenos Aires)     | Argentina                    | Estadio Club Argentino                            |
| 30 de diciembre de 1990      | Junín                        | Argentina                    | Sociedad Rural                                    |
| 19 de enero de 1991          | Punta del Este               | Uruguay                      | Playa Brava y Parada 2                            |
| 24 de enero de 1991          | Mar de Plata                 | Argentina                    | Superdomo                                         |
| 1 de febrero de 1991         | Caracas                      | Venezuela                    | Poliedro de Caracas                               |
| 2 de febrero de 1991         | Barquisimeto                 | Venezuela                    | Anfiteatro Oscar Martínez                         |
| 4 de febrero de 1991         | Caracas                      | Venezuela                    | Teatro La Campiña                                 |
| 5 de febrero de 1991         | Valencia                     | Venezuela                    | Club Italo-Venezolano                             |
| 8 de febrero de 1991         | San Cristóbal                | Venezuela                    | Monumental Plaza de Toros                         |
| Norteamérica                 |                              |                              |                                                   |
| 15 de febrero de 1991        | León                         |                              | Domo de la feria                                  |
| 22 de febrero de 1991        | Monterrey                    | México                       | Plaza de Toros Monumental Monterrey Lorenzo Garza |
| 23 de febrero de 1991        | Guadalajara                  | México                       | Instituto Cultural Cabañas                        |
| 1 de marzo de 1991           | Mexicali                     | México                       | Auditorio del Estado                              |
| 2 de marzo de 1991           | Tijuana                      | México                       | Auditorio Tijuana                                 |
| 3 de marzo de 1991           | Ensenada                     | México                       | Plaza de Toros                                    |
| 10 de marzo de 1991          | Ciudad de México             | México                       | Palacio de los Deportes                           |
| 13 de marzo de 1991          | Ciudad de México             | México                       | Palacio de los Deportes                           |
| 15 de marzo de 1991          | Naucalpan, Estado de México  | México                       | Cortijo Lomas Verdes                              |
| 17 de marzo de 1991          | Guadalajara                  | México                       | Patio Mayor Hospicio Cabañas                      |
| 23 de marzo de 1991          | San Diego                    | Estados Unidos               | —                                                 |
| 27 de marzo de 1991          | San Francisco                | Estados Unidos               | —                                                 |
| 30 de marzo de 1991          | Los Ángeles                  | Estados Unidos               | —                                                 |
| Sudamérica                   |                              |                              |                                                   |
| 14 de junio de 1991          | Buenos Aires                 | Argentina                    | Teatro Gran Rex                                   |
| 15 de junio de 1991          | Buenos Aires                 | Argentina                    | Teatro Gran Rex                                   |
| 16 de junio de 1991          | Buenos Aires                 | Argentina                    | Teatro Gran Rex                                   |
| 21 de junio de 1991          | Buenos Aires                 | Argentina                    | Teatro Gran Rex                                   |
| 22 de junio de 1991          | Buenos Aires                 | Argentina                    | Teatro Gran Rex                                   |
| 23 de junio de 1991          | Buenos Aires                 | Argentina                    | Teatro Gran Rex                                   |
| 24 de junio de 1991          | Buenos Aires                 | Argentina                    | Teatro Gran Rex                                   |
| 28 de junio de 1991          | Buenos Aires                 | Argentina                    | Teatro Gran Rex                                   |
| 29 de junio de 1991          | Buenos Aires                 | Argentina                    | Teatro Gran Rex                                   |
| 30 de junio de 1991          | Buenos Aires                 | Argentina                    | Teatro Gran Rex                                   |
| 5 de julio de 1991           | Buenos Aires                 | Argentina                    | Teatro Gran Rex                                   |
| 6 de julio de 1991           | Buenos Aires                 | Argentina                    | Teatro Gran Rex                                   |
| 8 de julio de 1991           | Buenos Aires                 | Argentina                    | Teatro Gran Rex                                   |
| 9 de julio de 1991           | Buenos Aires                 | Argentina                    | Teatro Gran Rex                                   |
| 14 de septiembre de 1991     | Bogotá                       | Colombia                     | Estadio El Campín                                 |
| 19 de septiembre de 1991     | Medellín                     | Colombia                     | Coliseo Ivan de Bedout                            |
| 21 de septiembre de 1991     | Cali                         | Colombia                     | Estadio Pascual Guerrero                          |
| 8 de noviembre de 1991       | Caracas                      | Venezuela                    | Autocine del Cafetal                              |
| 11 de noviembre de 1991      | Caracas                      | Venezuela                    | Autocine del Cafetal                              |
| 29 de noviembre de 1991      | Córdoba                      | Argentina                    | Estadio Chateau Carreras                          |
| 7 de diciembre de 1991       | Rosario                      | Argentina                    | Estadio Newell's Old Boys                         |
| 14 de diciembre de 1991      | Buenos Aires                 | Argentina                    | Avenida 9 de Julio                                |
| 27 de enero de 1992          | Mar de Plata                 | Argentina                    | Estadio Mundialista                               |
| Europa                       |                              |                              |                                                   |
| 16 de mayo de 1992           | Madrid                       | España                       | San Isidro                                        |
| 22 de mayo de 1992           | Oviedo                       | España                       | La Real                                           |
| 23 de mayo de 1992           | Sevilla                      | España                       | Plaza Sony                                        |
| 28 de mayo de 1992           | Madrid                       | España                       | Revólver                                          |
| 29 de mayo de 1992           | Valencia                     | España                       | Garage                                            |
| 30 de mayo de 1992           | Barcelona                    | España                       | Zeleste                                           |

## Músicos
Soda Stereo
- Gustavo Cerati – Voz y guitarra
- Zeta Bosio – Bajo, voz y Chapman Stick en "Canción Animal"
- Charly Alberti – Batería y percusión

Músicos invitados
- Tweety González – Teclados y guitarra acústica
- Andrea Álvarez – Percusión y coros
- Daniel Melero – Teclados